# Ulica Librowszczyzna w Krakowie
Ulica Librowszczyzna – ulica w Krakowie, w dzielnicy I Stare Miasto, na Wesołej. Łączy ulicę M. Zyblikiewicza z ulicą Wielopole. 
Na jej miejscu w średniowieczu znajdowały się rezydencje krakowskiego patrycjatu, a w XVI wieku – posiadłość zwana ogrodem Gutteterowskim. Od roku 1619 teren należał do Jezuitów, a po kasacie zakonu w 1773 teren należał do Wielopolskich. Za czasów Rzeczypospolitej Krakowskiej, z uwagi na bliskość starego koryta Wisły, mieściły się tam warsztaty i składy portowe Librowskich i innych kupców. Znajdował się tam również targ bydła.
Ulicę wytyczono w 1895 r. Najstarsze kamienice pochodzą z końca XIX wieku i noszą cechy eklektyzmu. Na rogu z ulicą M. Zyblikiewicza znajduje się Dom Pracowników Pocztowej Kasy Oszczędności, wzniesiony w latach 1923–1927 według projektu Adolfa Szyszko-Bohusza.
Nazwę ulicy nadano w 1907 r. na cześć Librowskich. Najbardziej znanym przedstawicielem tej rodziny był Piotr Librowski pochodzący z krakowskiej rodziny kupieckiej, najstarszy obywatel miasta Krakowa – zmarł 18 marca 1825 r. w wieku 124 lat i 6 miesięcy w Krakowie. Był właścicielem dóbr majątkowych Wielopole koło Krakowa.

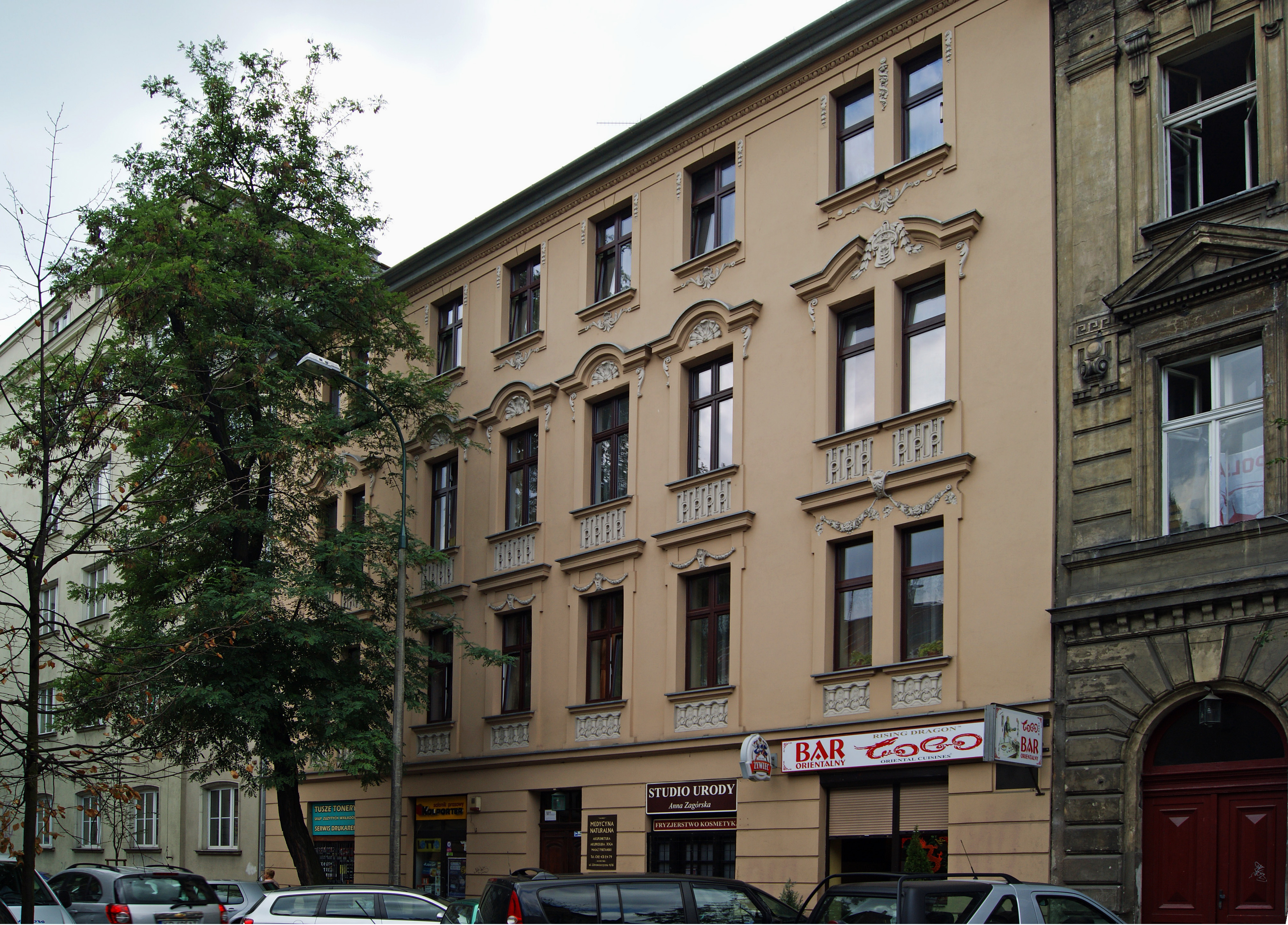
Zabytkowa kamienica ul. Librowszczyzna 4
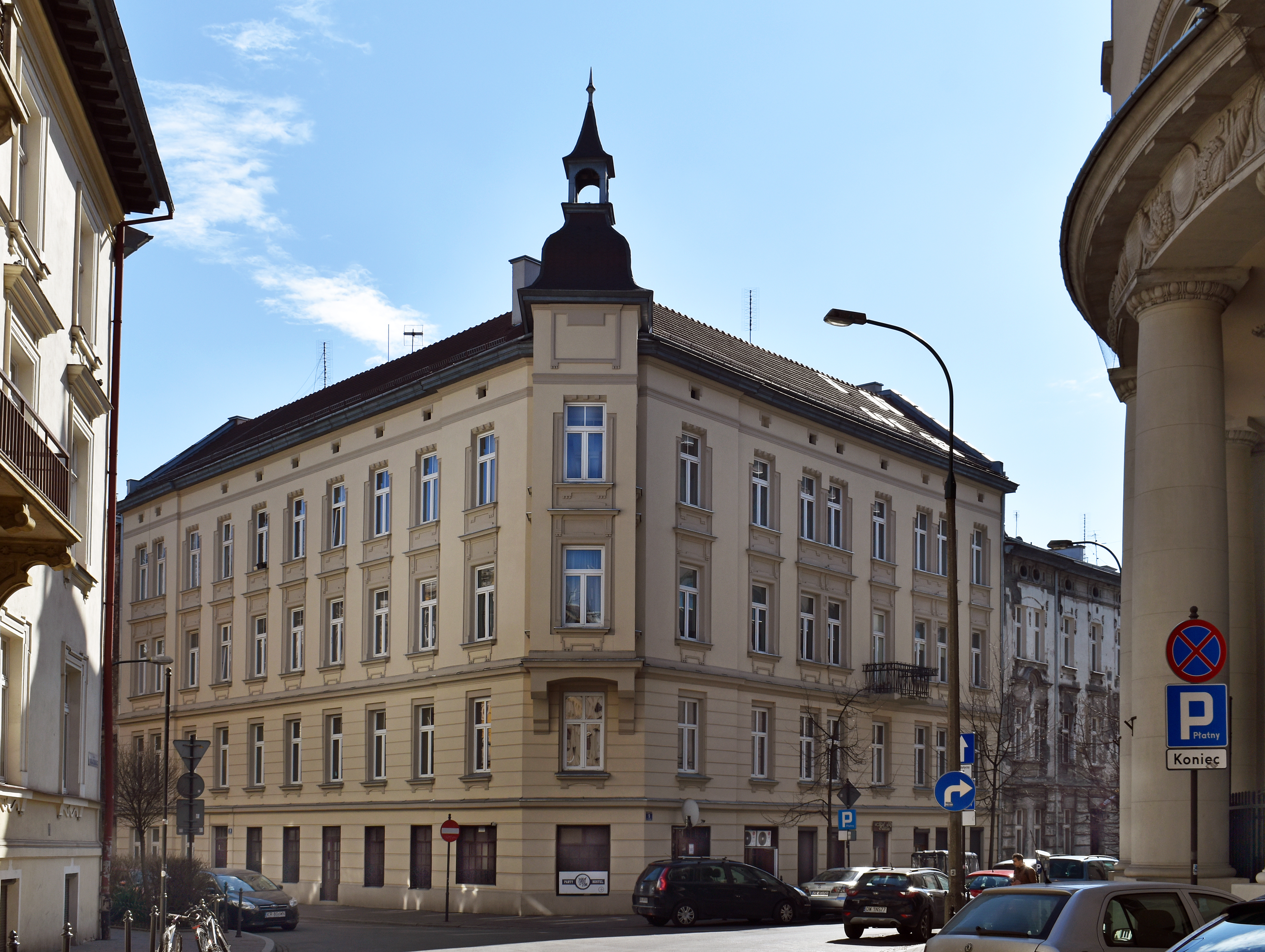
Kamienica ul. Librowszczyzna 9